# Transformation équiaréale
En géométrie différentielle, une transformation géométrique entre deux surfaces est dite équiaréale (ou équiaire ou encore équisurfacique) si elle conserve les aires.

## Définition
Soient {\displaystyle S_{1}} et {\displaystyle S_{2}} deux surfaces de l'espace euclidien R3, f un difféomorphisme local de {\displaystyle S_{1}} sur {\displaystyle S_{2}} ; f est dite équiaréale si l'une quelconque des conditions équivalentes suivantes est réalisée  :
- L'aire de f(U) est égale à l'aire de U pour tout ouvert U dans {\displaystyle S_{1}} .
- L'image réciproque de l'élément d'aire {\displaystyle \mu _{S_{2}}} sur {\displaystyle S_{2}} est égal à {\displaystyle \mu _{S_{1}}}, l'élément d'aire sur {\displaystyle S_{1}} .
- En tout point m de {\displaystyle S_{1}}, et tous vecteurs v et w tangents à {\displaystyle S_{1}} en m,

{\displaystyle ||df_{m}(v)\land df_{m}(w)||=||v\land w||\,}
où {\displaystyle \land } désigne le produit vectoriel  et df  la différentielle de f .
Si {\displaystyle S_{1}} est paramétrée par {\displaystyle \sigma _{1}(u,v)}, et {\displaystyle \sigma _{2}=f\circ \sigma _{1}}, la condition s'écrit donc : {\displaystyle \left\Vert {\frac {\partial \sigma _{2}}{\partial u}}\land {\frac {\partial \sigma _{2}}{\partial v}}\right\Vert =\left\Vert {\frac {\partial \sigma _{1}}{\partial u}}\land {\frac {\partial \sigma _{1}}{\partial v}}\right\Vert } .

## Exemple

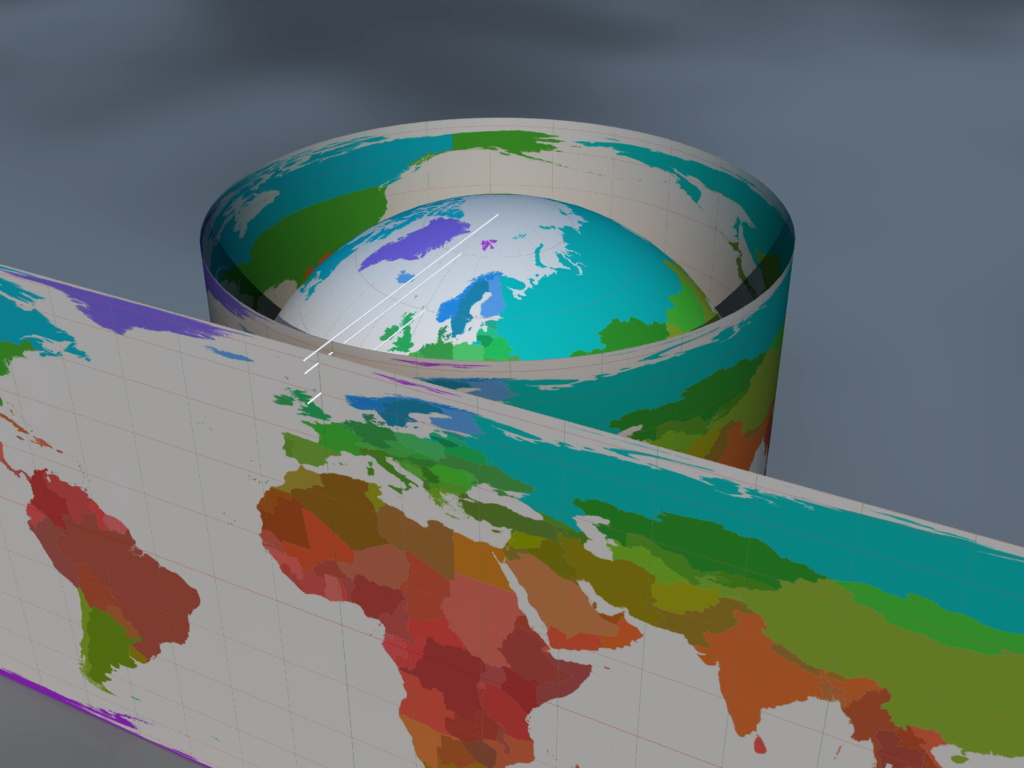
Illustration de la projection isocylindrique.

Un exemple de transformation équiaréale est la projection, dite isocylindrique, de la sphère unité x2 + y2 + z2 = 1 privée des deux pôles {\displaystyle (0,0,\pm 1)}, orthogonalement sur le cylindre unité x2 + y2 = 1  . Une formule explicite est
{\displaystyle f(x,y,z)=\left({\frac {x}{\sqrt {x^{2}+y^{2}}}},{\frac {y}{\sqrt {x^{2}+y^{2}}}},z\right)}
pour tout  (x, y, z) de la sphère unité.
Archimède avait déjà démontré que la sphère a la même aire que sa projection sur le cylindre.

## Cas des transformations du plan dans lui même
Pour une transformation f de  R2 dans lui-même la condition d'équiaréalité s'écrit {\displaystyle \left\vert \det \left({\frac {\partial f}{\partial x}},{\frac {\partial f}{\partial y}}\right)\right\vert =1}.
Les transformations équiaréales du plan dans lui-même sont donc les transformations de jacobien {\displaystyle \pm 1}.
Un exemple quadratique est donné par {\displaystyle f(x,y)=(x^{2}+y^{2}+2xy+x+2y,x^{2}+y^{2}+2xy+y)}.

### Cas linéaire
Une transformation linéaire est donc équiaréale si et seulement si elle est de déterminant {\displaystyle \pm 1} (on peut aussi savoir qu'elle multiplie les aires par la valeur absolue de son déterminant).
Les isométries du plan euclidien en sont des exemples, mais il y en a d'autres, comme les transvections ou les rotations hyperboliques.
Une transvection transforme un rectangle en un parallélogramme de même aire. Sous forme matricielle, une transvection le long de l'axe x s'écrit
{\displaystyle {\begin{pmatrix}1&v\\0&1\end{pmatrix}}\,{\begin{pmatrix}x\\y\end{pmatrix}}={\begin{pmatrix}x+vy\\y\end{pmatrix}}.}
Une rotation hyperbolique allonge et contracte les côtés d'un rectangle de manière inverse l'une de l'autre, de sorte que l'aire est conservée. Sous forme matricielle, avec λ > 1, elle s'écrit
{\displaystyle {\begin{pmatrix}\lambda &0\\0&1/\lambda \end{pmatrix}}\,{\begin{pmatrix}x\\y\end{pmatrix}}={\begin{pmatrix}\lambda x\\y/\lambda \end{pmatrix}}}.
L'élimination de Gauss-Jordan montre que toute transformation linéaire équiaréale (rotations comprises) peut être obtenue en composant au plus deux transvections le long des axes, une rotation hyperbolique et, si le déterminant est négatif, une réflexion.

## Cas des projections cartographiques
Dans le contexte des cartes géographiques, une projection cartographique est dite équivalente, ou authalique, si les rapports des aires sont conservés. Elle est donc équiaréale à un facteur multiplicatif près ; en plongeant de manière évidente dans R3 la carte image, généralement considérée comme un sous-ensemble de R2, la condition donnée ci-dessus est alors affaiblie en :
{\displaystyle ||df_{m}(v)\land df_{m}(w)||=K||v\land w||}
pour un {\displaystyle K>0} ne dépendant pas de {\displaystyle v} et {\displaystyle w}. 
La sphère unité de R3 étant paramétrée par {\displaystyle \sigma (\lambda ,\varphi )={\begin{pmatrix}\cos \lambda \cos \varphi \\\sin \lambda \cos \varphi \\\sin \varphi \end{pmatrix}}} où {\displaystyle \lambda } est la longitude et {\displaystyle \varphi } la latitude, et la projection étant définie par {\displaystyle x=x(\lambda ,\varphi ),y=y(\lambda ,\varphi )}, la condition s'écrit {\displaystyle {\begin{vmatrix}{\frac {\partial x}{\partial \lambda }}&{\frac {\partial x}{\partial \varphi }}\\{\frac {\partial y}{\partial \lambda }}&{\frac {\partial y}{\partial \varphi }}\end{vmatrix}}=\pm K\left\Vert {\frac {\partial \sigma }{\partial \lambda }}\land {\frac {\partial \sigma }{\partial \varphi }}\right\Vert },   soit   {\displaystyle {\begin{vmatrix}{\frac {\partial x}{\partial \lambda }}&{\frac {\partial x}{\partial \varphi }}\\{\frac {\partial y}{\partial \lambda }}&{\frac {\partial y}{\partial \varphi }}\end{vmatrix}}=\pm K\cos \varphi } . 
Exemples de projections équivalentes : 
- la projection cylindrique de Lambert définie par  {\displaystyle x=\lambda ,y=\sin \varphi }

- la projection de Peters définie par {\displaystyle x=\lambda ,y=2\sin \varphi }

- la projection sinusoïdale définie par {\displaystyle x=\lambda \cos \varphi ,y=\varphi }

- la projection azimutale de Lambert